# Rubbersoldaten
Rubbersoldaten (Portugees: soldados da borracha) waren arbeiders (maar ook hun familieleden) die door de SEMTA werden gerekruteerd, soms vrijwillig, vaak gedwongen, voor de rubberplantages in het Amazonegebied tijdens de Tweede rubberhausse. De meesten van hen kwamen uit de door droogte getroffen noordoostelijke deelstaat Ceará.
Naar schatting 60.000 arbeiders werden vanaf 1942 naar het hart van de jungle getransporteerd met de belofte dat men na de oorlog weer kon terugkeren maar deze belofte werd niet nagekomen. De helft van de rubbersoldaten kwam door ziekten of aanvallen van wilde dieren en inheemse stammen om het leven en werden in de jungle achtergelaten. De rest werd aan hun lot overgelaten. Sommigen hoorden pas in 1946 dat de oorlog was afgelopen.
Pas in 1988, nadat de nieuwe Braziliaanse grondwet van kracht werd, werden deze mensen als Soldaten uit de Tweede Wereldoorlog erkend, en kregen door de rechter een pensioen toegewezen, dat overigens veel kleiner was dan dat van de Praçinhas.

## Film
In 2004 heeft de cineast Wolney Oliveira de documentaire Borracha para a Vitória (Rubber voor de Overwinning) gemaakt over deze soldaten en hun vergeten geschiedenis.